# Nationalsport
Als Nationalsport wird eine Sportart bezeichnet, die von einem Staat oder einer bestimmten Region als besonders wichtig und typisch erachtet wird. Sie hat oft eine lange Tradition und trägt bei zur nationalen Identität.
Manche Nationalsportarten sind von den Regierungen als solche festgelegt. Nicht alle Länder haben offizielle Nationalsportarten, weshalb es oft umstritten ist, welche Sportart so bezeichnet werden kann, und die Bezeichnungen in den Medien voneinander abweichen. Regional unterschiedliche Nationalsportarten gibt es vor allem dann, wenn ein Staat von mehreren Volksgruppen bewohnt wird, die eine eigene Identität als Nation besitzen wollen.
In der Umgangssprache wird der Begriff auch einfach für besonders populäre Sportarten verwendet, ein Beispiel ist Fußball in vielen Ländern. So überschneidet sich der Begriff Nationalsport mit der Bezeichnung Volkssport. Eine Volkssportart wird von einer großen Anzahl von Bewohnern (dem einstigen „gemeinen Volk“) ausgeübt.
Viele Nationalsportarten sind keineswegs nur auf ein einziges Land beschränkt. Dies ist vor allem dann der Fall, wenn von Kolonialmächten oder anderen Besatzern eine bestimmte, im Ursprungsland besonders populäre Sportart in andere Länder exportiert wurde (etwa Hockey in Pakistan).

## Beispiele

### Offizielle Nationalsportarten
In den nachfolgenden Ländern gibt es einen offiziellen Nationalsport. Dieser muss nicht unbedingt die beliebteste Sportart sein, sondern kann auch eine besonders wichtige Tradition haben.
- Argentinien: Pato, ein basketballähnliches Reitspiel[1]
- Bangladesch: Kabaddi, eine Mannschafts-Kampfsportart[2]
- Chile: Chilenisches Rodeo, ein Wettkampf auf Pferden[3]
- Kanada: Lacrosse (Sommernationalsport), Eishockey (Winternationalsport)[4]
- Kolumbien: Tejo[5]
- Namibia: Fußball, Netball, Rugby[6]
- Pakistan: Hockey[7]
- Russland: Sambo[8]
- Nepal: Volleyball[9]

### Inoffizielle Nationalsportarten
In folgenden Ländern gibt es zwar keinen offiziellen Nationalsport, jedoch werden in den Medien immer wieder bestimmte Sportarten als Nationalsportarten genannt. Der Unterschied zu normalen beliebten Sportarten ist die Bedeutung, die diese national haben.
- Afghanistan: Buzkashi[10]
- Indien: Hockey[11]
- Irland: Gaelic Football und Hurling[12]
- Kuba: Baseball[13].
- Österreich: Ski Alpin
- Russland: Eishockey (Winternationalsport), Schach, Ringen
- Schweiz: Schwingen, Hornussen, Steinstossen
- Südkorea: StarCraft[14], Taekwondo[15]
- Thailand: Muay Thai[16], Sepak Takraw[17]
- USA: Baseball wird meist als traditionsreichster Nationalsport angesehen[18], obwohl American Football heute eine höhere Popularität aufweist

### Beliebte Sportarten
In zahlreichen Ländern gibt es Sportarten, die in der Berichterstattung und im Betrieb zwar dominieren, aber nicht den Status eines Nationalsports besitzen.
Bestes Beispiel ist Fußball, der in mehr als 120 Ländern den Status der beliebtesten Sportart innehat. Dazu zählen nicht nur die international erfolgreichen sogenannten Fußballgroßmächte, sondern auch andere wichtige und bevölkerungsreiche Staaten, wie Indonesien.
Weitere Sportarten, die den Betrieb in mehreren Ländern dominieren, sind Cricket (18 Staaten, darunter Indien, Pakistan und Bangladesch), Baseball (acht Staaten, u. a. Japan, Venezuela und Taiwan), Rugby Union (fünf Staaten, darunter Neuseeland), Basketball (Philippinen, Litauen), Eishockey (in sieben Staaten, Russland, Tschechien, Schweden, der Schweiz, der Slowakei, Lettland und Finnland) sowie Kickboxen (Kambodscha und Laos).
In einzelnen Ländern dominierende Sportarten sind der alpine Skilauf (Österreich), American Football (USA), Australian Football (Nauru), Bogenschießen (Bhutan), Pferderennen (Hongkong), Ringen (Mongolei), Rugby League (Papua-Neuguinea) und Tischtennis (Volksrepublik China).